# Farbdichte
Farbdichte ist ein an die Physiologie des menschlichen Auges und an die Erfordernisse der Drucktechnik angepasstes Maß für die „Dunkelheit“ bzw. „Helligkeit“ einer Körperfarbe. Sie wird aus dem Remissionsgrad berechnet.

## Berechnung
Formel für betrachtete Oberflächen (Aufsicht):
{\displaystyle {\text{Farbdichte}}=\lg(1/{\text{Remission}})}
(lg = Zehner-Logarithmus)
Für durchsichtige Materialien gilt die Formel:
{\displaystyle {\text{Farbdichte}}=\lg(1/{\text{Transmission}})}

## Erklärung
Die Farbdichte wird mit Densitometern oder Spektraldensitometern gemessen.
Der Remissionsgrad ist der Anteil des Lichtes, der von einer beleuchteten Fläche zurückgeworfen wird, wobei der Remissionsgrad einer ideal weißen Oberfläche zu 1 angenommen wird. Der Transmissionsgrad ist der Anteil an Licht, der nach dem Durchleuchten eines Materials verbleibt, wobei der Transmissionsgrad eines total transparenten Mediums zu 1 angenommen wird.
Die logarithmische Funktion wurde gewählt, um das Maß der Farbdichte an die Empfindungscharakteristik des menschlichen Auges anzupassen. So erscheint z. B. dem menschlichen Auge ein Farbmuster, bei dem nur ein Zehntel der Lichtmenge in das Auge fällt ungefähr doppelt so dunkel, wie ein Farbmuster mit voller Lichtmenge. Dieses Empfinden wird durch die Farbdichte nachgebildet. Eine Farbdichte von 0 erscheint als reines Weiß, das Licht wird zu 100 % remittiert bzw. durchgelassen.
Bei einer Farbdichte von 2 wird ein Hundertstel des Lichts remittiert bzw. durchgelassen; bei der Farbe Schwarz erscheint dies dem Auge schon als tiefes Schwarz. Bei einer Farbdichte von 1 wird ein Zehntel des Lichts remittiert bzw. durchgelassen, es erscheint bei der Farbe Schwarz als ein dunkles Grau, das doppelt so hell erscheint, wie der Schwarzton mit der Farbdichte 2.
Das Licht, mit dem die Remission bzw. Transmission ermittelt wird, ist farbig. Die Farbigkeit des Lichts wird in der Drucktechnik von den Farben des sogenannten autotypischen Zusammendrucks, auch Prozessfarben Cyan, Magenta, Gelb und Schwarz genannt, bestimmt. Dazu wird ein Spektralbereich verwendet, bei dem die Remissions- bzw. Transmissionswerte der vier Prozessfarben eine möglichst hohe Dynamik haben. Es gibt also vier Farbdichten, für Cyan, Magenta, Gelb und Schwarz. Wird ein Messfeld der dem Spektralbereich entsprechenden Farbe gemessen, nennt man dies „Hauptdichte“ oder „Hauptfarbdichte“. Die für dieses Messfeld „fremden“ Dichtewerte heißen „Nebendichten“ oder „Nebenfarbdichten“.
Um Farbdichtewerte von verschiedenen Messgeräten möglichst in Übereinstimmung zu bringen, wird der Spektralbereich, in dem gemessen wird, möglichst eng um eine Wellenlänge gruppiert (Bei Verwendung von Farbfiltern wird dies „schmalbandig“ im Gegensatz zu „breitbandig“ genannt).
Bei der Messung von Druckprodukten gibt es das Problem unterschiedlichen Glanzes in der Trocknungsphase der Farbe. Ein frisch gedrucktes Muster glänzt stärker, als ein durchgetrocknetes und dies wirkt sich auf die gemessene Farbdichte aus. Um diesen Unterschied möglichst klein zu halten, wird der Lichtstrahl bei entsprechenden Geräten polarisiert. Die Polarisierung filtert sozusagen den Glanz weg. Eine weitere Möglichkeit, den Einfluss des Glanzes möglichst gering zu halten, ist eine geschickte Anordnung der Beleuchtungs- und Messsensoreinheiten. Hier hat sich die 0°/45°-Anordnung bewährt, bei der das Muster senkrecht beleuchtet wird, während der Messsensor unter einem Winkel von 45° auf das Messfeld gerichtet ist (oder umgekehrt).